# Егин-Аул
Егин-Аул (каз. Егін-Ауыл) — село в Володарском районе Астраханской области России. Входит в состав Алтынжарского сельсовета. Население 185 человек (2010), 99 % из них — казахи.

## География
Егин-Аул расположено в юго-восточной части Астраханской области, в дельте реки Волги и находится на острове, образованном реками Бушма и Камардан, на левом берегу р. Камардан. На правом берегу — село Новинка. Уличная сеть состоит из двух географических объектов: ул. Молодёжная и ул. Рыбацкая.
Абсолютная высота 26 метров ниже уровня моря.
Климат
умеренный, резко континентальный, характеризуется высокими температурами летом и низкими — зимой, малым количеством осадков, а также большими годовыми и летними суточными амплитудами температуры воздуха.

## История
26 мая 2000 года Законом Астраханской области село Ягин-Аул было переименовано в село Егин-Аул. Правительство Российской Федерации осенью 2000-го приняло предложение Астраханского областного Представительного Собрания о переименовании расположенного в Володарском районе Астраханской области села Ягин-Аул в село Егин-Аул (Постановление от 6 сентября 2000 года N 662 «О присвоении наименований географическим объектам и переименовании географических объектов в Астраханской, Новгородской, Оренбургской и Псковской областях»).

## Население
| 2002 | 2010 |
| ---- | ---- |
| 177  | ↗185 |

Национальный и гендерный состав
По данным Всероссийской переписи в 2010 году, численность населения составляла 185 человек (86 мужчин и 99 женщин, 46,5 и 53,5 %% соответственно).
Согласно результатам переписи 2002 года, в национальной структуре населения села Ягин-Аул казахи составляли 99 % от общей численности населения в 176 жителей.

## Инфраструктура
Рыболовство, животноводство, приусадебное и мелкотоварное сельское хозяйство.

## Транспорт
Остановка общественного транспорта «Егин-Аул» на подъездной дороге к п. Камардан от региональной автодороги Володарский — Кошеванка (идентификационный номер 12 ОП РЗ 12Н 027)
Водный транспорт.